# 피조의 광속 측정
1848-49년에 이폴리트 피조는 공기 중에서 광속의 절대값을 측정하기 위해 톱니바퀴 장치를 사용했다.
1872~76년에 마리 알프레드 코르누가 수행한 후속 실험에서는 방법론을 개선하여 보다 정확한 측정을 수행했다.

## 피조의 광속 결정

그림 1: 피조 장치의 개략도. 톱니가 빛이 통과하는 동안 치아 하나를 회전시킨다고 가정할 때 빛은 나갈 때 치아의 한쪽을 통과하고 돌아오는 길에 다른 쪽을 통과한다.

1848~49년에 이폴리트 피조는 서로 8,633 미터 떨어져 있는 강한 광원과 거울 사이의 빛의 속도를 측정했다. 광원은 초당 여러 번 가변 속도로 회전할 수 있는 720개의 노치가 있는 회전 톱니바퀴에 의해 차단되었다. (그림 1) 피조는 톱니바퀴의 한 노치를 통과하는 빛이 인접한 기어 치차에 의해 완전히 가려질 때까지 톱니바퀴의 회전 속도를 높였는데, 초당 12.6 회전에서 빛이 가려졌다. 이 속도의 두 배(초당 25.2회전)에서 다음 노치를 통과하면서 다시 볼 수 있었고, 3배 속도에서 다시 가려졌다. 바퀴의 회전 속도와 바퀴와 거울 사이의 거리에 의하여, 피조는 빛의 속도에 대해 2 x 8633m x 720 x 25.2/s = 313,274,304 m/s 의 값을 계산할 수 있었다. 빛의 속도에 대한 피조의 값은 약 5% 높은 값으로, 올바른 값은 299,792,458m/s이다. 이러한 오차의 원인으로 피조는 인접한 치아에 의해 차단되는 빛의 강도가 최소가 되는 때를 시각적으로 추정하기 어려웠다는 점과, 다른 오류 원인으로 바퀴에서 거울까지의 거리 측정의 오차를 들 수 있다. 피조의 논문은 Comptes Rendus Hebdomadaires de scéances de l'Academie de Sciences (Paris, Vol. 29 [July-December 1849], pp. 90–92)이다.

## 코르누에 의한 피조 실험의 개량

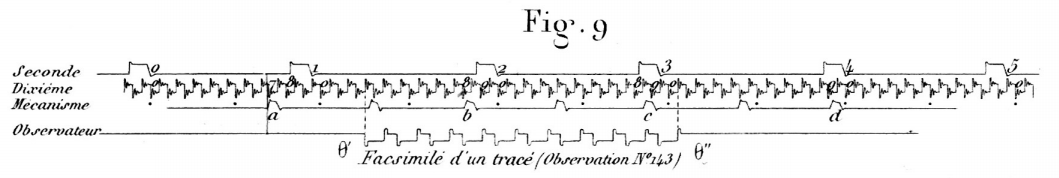
그림 2: 코르누의 광속 결정의 크로노그래프 기록은 바퀴 회전, 관측소 시계에 기반한 타이밍 신호 및 관찰자 표시를 보여준다.

위르뱅 르베리에가 이끄는 파리 천문대의 요청에 따라 마리 알프레드 코르누는 1872~76년 일련의 실험을 통하여 피조의 1848년 톱니바퀴 측정을 반복했는데, 실험의 목표는 1/1000의 정확한 빛의 속도 값을 얻는 것이었다. 코르누의 자신의 장비를 통해 광의 소멸을 21회차까지 관측할 수 있었다. 상대적으로 부정확한 절차인 인접한 치아에 의해 차단되는 빛의 강도 최소값을 추정하는 대신에, 코르누는 휠이 시계 방향과 시계 반대 방향으로 회전할 때의 최소 강도의 쌍을 관찰하여 회전수의 평균값을 이용하였다. 전기 회로에 의하여 크로노그래프 차트에 바퀴 회전을 기록하여 천문대 시계와 정확한 속도 비교를 가능하게 했다. 전신 키 배열을 통해 코르누는 빛의 소멸이 동일한 차트에 입력되었거나 종료되었다고 판단한 정확한 순간을 표시할 수 있었다. 그의 마지막 실험은 피조가 사용한 것보다 거의 3배 더 긴 경로를 통해 실행되었으며 300,400 km/s의 수치를 산출했는데, 이는 현대의 값보다 0.2% 높은 값이다.

## 같이 보기
- 빛의 속도 § 측정
- 피조에 의한 수중의 광속 측정
- 푸코의 광속 측정